# Johnnie Walker (ator)

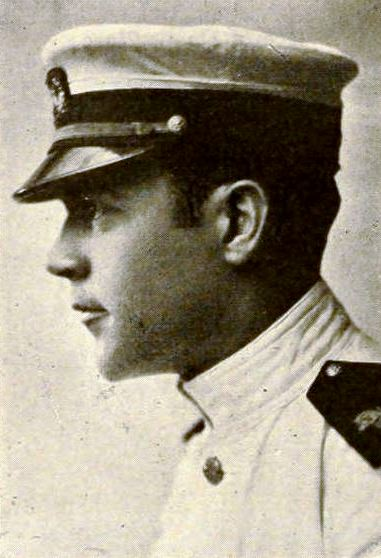
Johnnie Walker serviu na Marinha dos Estados Unidos durante 18 meses, na Primeira Guerra Mundial. In Moving Picture World, 28 de junho de 1919, p. 1954.

Johnnie Walker (7 de janeiro de 1894 - 5 de dezembro de 1949) foi um ator de cinema estadunidense da era do cinema mudo que atuou em 98 filmes entre 1915 e 1939. Além de atuar, produziu três e dirigiu dois filmes. Era creditado, algumas vezes, como Johnny Walker ou John Walker.

## Biografia
Walker nasceu em Nova Iorque, Nova Iorque, filho de William Walker e Johanna Walker. Walker começou sua carreira em vaudeville, em um show que ficou conhecido como "Walker & White", além de fazer parte do coro nas peças da Broadway The Pearl Maiden (1912) e Channing Pollock's My Best Girl (1912).
Seu primeiro filme foi em 1915, The Bribe, um drama curta-metragem para a Victor Film Company, ainda creditado como Johnny Walker, ao lado de Mary Fuller. Depois da Victor Film, atuou pelo Edison Studios, em vários filmes curtos como A Lucky Loser (1915), Won Through Merit (1915) e Cohen's Luck (1915) entre outros, então creditado John Walker. Em 1916, atuou pela Universal Pictures, em filmes como The Man from Nowhere (1916), e pela Independent Moving Pictures Company, em filmes como Toto of the Byways (1916). Em 1920, atuou no seriado Fantômas, versão estadunidense do personagem de Marcel Allain e em 1924, no seriado Galloping Hoofs, pela Malcolm Strauss Pictures, ao lado de Allene Ray. Em 1928, atuou pela Mascot Pictures no seriado Vultures of the Sea.
Após a transição para o cinema sonoro, não se adaptou e fez apenas alguns pequenos papéis, muitos deles não-creditados. Seu último filme foi Back Door to Heaven, em 1939, num pequeno papel não-creditado.

## Vida pessoal e morte
Foi casado duas vezes; com a atriz e roteirista Rena Parker, e com a atriz Maude Wayne, entre março de 1928 e 1936, quando se divorciaram.
Morreu em Nova Iorque, aos 55 anos, e está sepultado no Pinelawn Memorial Park, em Farmingdale, Suffolk County, Nova Iorque.

## Filmografia parcial
- The Bribe (1915)
- A Lucky Loser (1915)
- Won Through Merit (1915)
- Cohen's Luck (1915)
- On Dangerous Paths (1915)

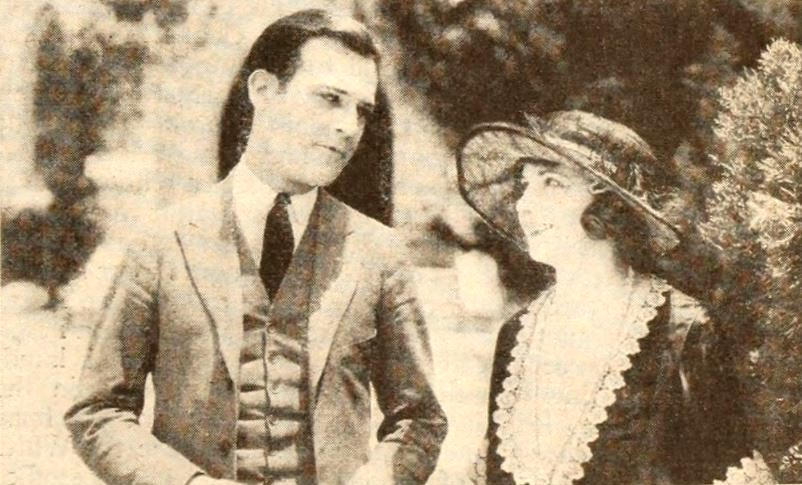
Cena do filme Play Square (1921), com Johnnie Walker (1894–1949) e Edna Murphy, p. 63 de Photoplay, novembro de 1921.

- The Man from Nowhere (1916)The Man From Nowhere (1916)
- Toto of the Byways (1916)
- The Knife (1918)
- Impossible Catherine (1919)
- Fantomas (1920)
- Play Square (1921)
- The Sagebrush Trail (1922)
- My Dad (1922)[5]
- Children of the Dust (1923)
- Broken Hearts of Broadway (1923)[6]
- The Slanderers (1924)
- Galloping Hoofs (1924)
- Lilies of the Streets (1925)
- Old Ironsides (1926)[7]
- Wolves of the Air (1927)
- Cross Breed (1927)
- The Clown (1927)[8]
- The Matinee Idol (1928, no Brasil, Essa Vida é Uma Comédia)
- Vultures of the Sea (1928)
- Ladies of Leisure (1930)
- Mr. Broadway (1933)
- Back Door to Heaven (1939)[9]